# Wallfahrtskirche Kaltenbrunn

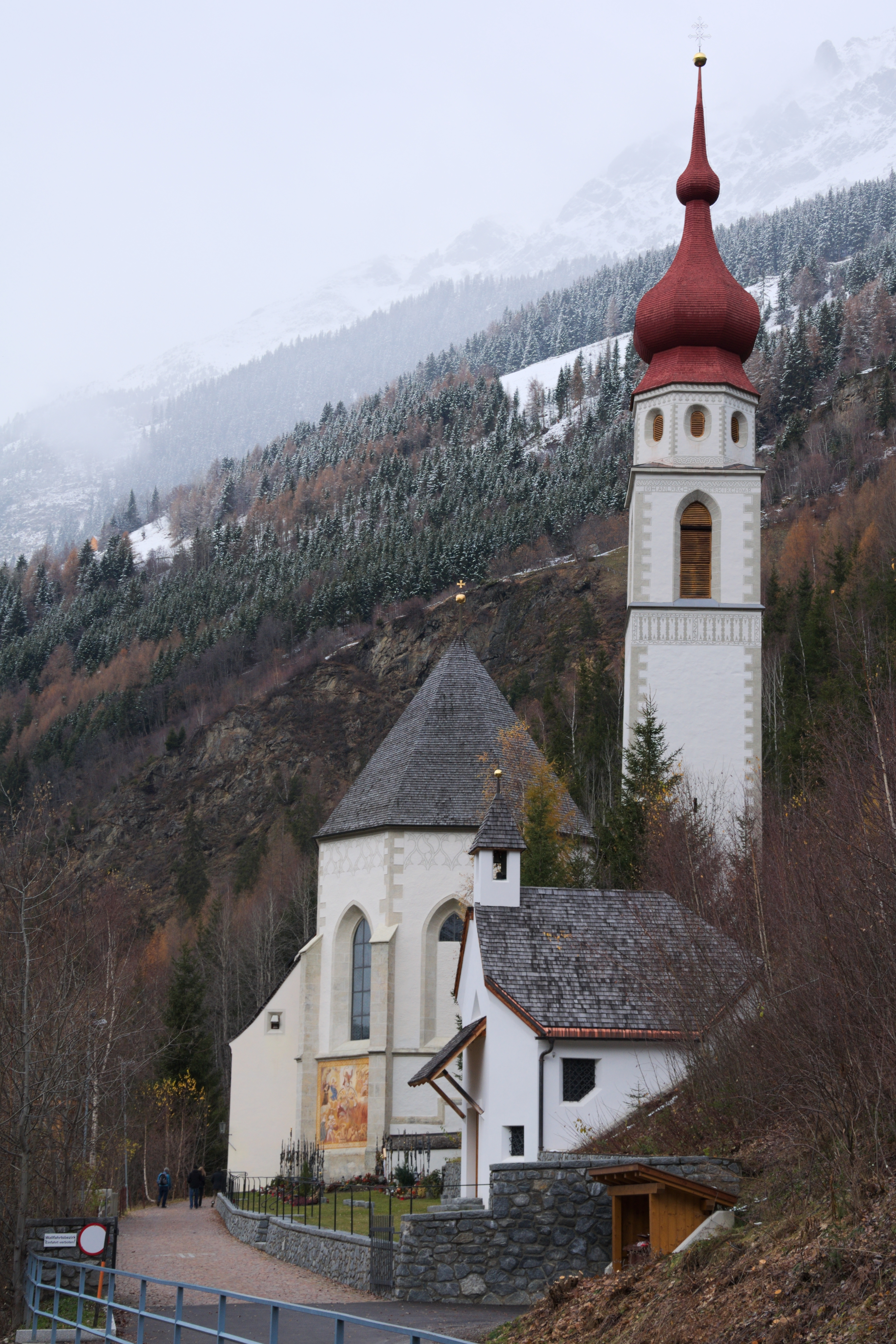
Katholische Pfarr- und Wallfahrtskirche Mariä Himmelfahrt in Kaltenbrunn in Kaunertal

Die Wallfahrtskirche Kaltenbrunn steht einschichtig auf einem steilen östlichen Talhang im Ort Kaltenbrunn in der Gemeinde Kaunertal im Bezirk Landeck im Bundesland Tirol. Die auf das Fest Mariä Himmelfahrt geweihte römisch-katholische Pfarr- und Wallfahrtskirche gehört zum Dekanat Prutz in der Diözese Innsbruck. Die Kirche steht unter Denkmalschutz (Listeneintrag).

## Geschichte
Der Legende nach am Ort eine Gründung von Ritter Erbo von Schenkenberg aus dem hochadligen Geschlecht der Erbschenken von Schenkenberg aus Brixen, Südtirol, welcher 1272 bei einem Turnier in Mailand seinen Gegner tötete und daher hier als Büßer und Einsiedler lebte. Die Wallfahrt entstand im 14. Jahrhundert. 1438 erlitt die Kirche einen Brand. Herzog Siegmund erwog die Errichtung eines Zisterzienserhospitzes und stiftete 1483 einen Kaplan. Ende des 15. Jahrhunderts wurde ein spätgotischer Neubau begonnen. 1502 wurde der Chor geweiht, das Langhaus wurde 1533 ausgebaut und 1592 geweiht. Der massive wohl gotische Turm wurde von 1661 bis 1668 barock erhöht, wie auch die Kirche im 17. und in der ersten Hälfte des 18. Jahrhunderts barockisiert wurde. 1891 wurde die Wallfahrtskirche zur Pfarrkirche erhoben. Ab 1976 wurde die Kirche saniert und restauriert.

## Architektur

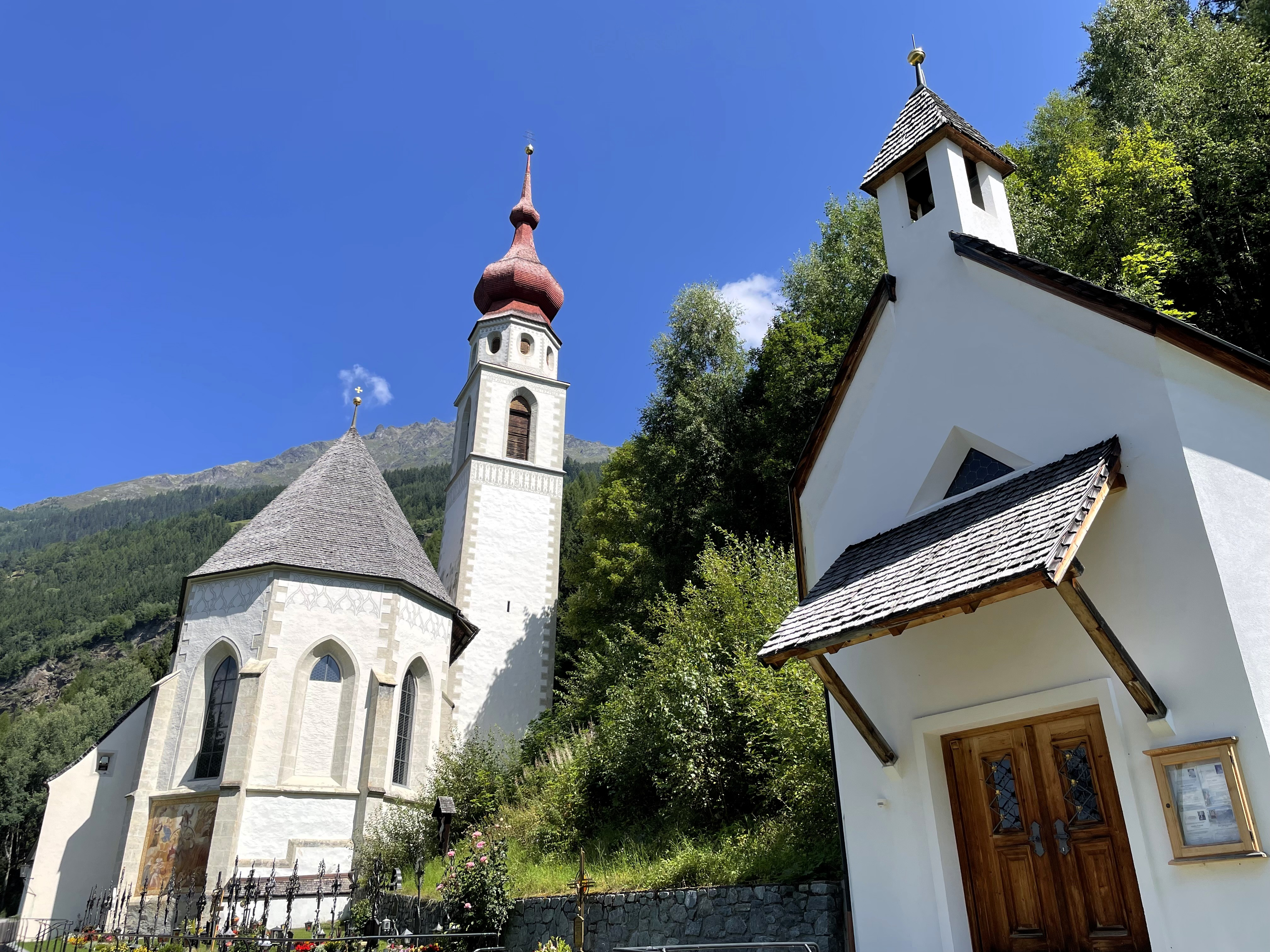

Die Wallfahrtskirche ist wohl bedingt durch die Westhanglage nach Süden ausgerichtet, östlich zum Berghang steht beim Chorwinkel der massive Turm, die Ostlängswände von Langhaus und Chor zum Hang sind fensterlos, die Eingangsfront ist im Norden, die Zufahrtsstraße erfolgt von Süden, hier steht auf halbem Weg zur Kirche eine geostete Kapelle mit einem Dachreiter über der Westfront.
Das Langhaus unter einem steilen Satteldach hat westlich talseitig an der Lichtseite Rundbogenfenster und weiters rundbogige Oberlichtfenster über einem Gesims. Der eingezogene spätgotische Chor ist höher als das Langhaus und zeigt dreifach abgestufte Strebepfeiler, Spitzbogenfenster und Sockel- und Kaffgesimse. Der östlich beim Chor bergseitig stehende gotische Turm hat ein hohes Glockengeschoß mit spitzbogigen Schallfenstern und darüber einen achteckigen barocken Aufbau aus 1661/1668 mit einem Zwiebelhelm. Talseitig am Chor steht ein Sakristeianbau unter einem Pultdach. Das Langhaus hat ein gotisches Seitenportal mit einem Rundstabprofil und Verstäbung aus dem Anfang des 16. Jahrhunderts. Das Hauptportal ist wohl aus dem 17. Jahrhundert. Die südwestliche Chorschrägwand zeigt zur Zufahrt ein barockes Fresko Jüngstes Gericht.
Das vierjochige Langhausinnere zeigt unter einem Tonnengewölbe mit Stichkappen auf Pilastern mit Gebälkstücken. Der spitzbogige Triumphbogen und der Chor sind mit der Längsachse bergseitiger situiert, das Langhaus wurde wohl später talseitig erweitert. Der zweijochige Chor mit einem Fünfachtelschluss hat gekehlte spätgotische Wandpfeiler mit Runddiensten und barocken Kapitellen. Das Gewölbe des Chores ist wie im Langhaus barockisiert und zeigt Laub-Bandlwerk-Stuck um 1720/1730, die Gewölbemalereien in Medaillons um 1720/1730 wurden Franz Lukas zugeschrieben und zeigen Szenen aus dem Marienleben und Mariensymbole und in den Zwickeln die Ursprungslegende der örtlichen Wallfahrt.

## Gnadenkapelle

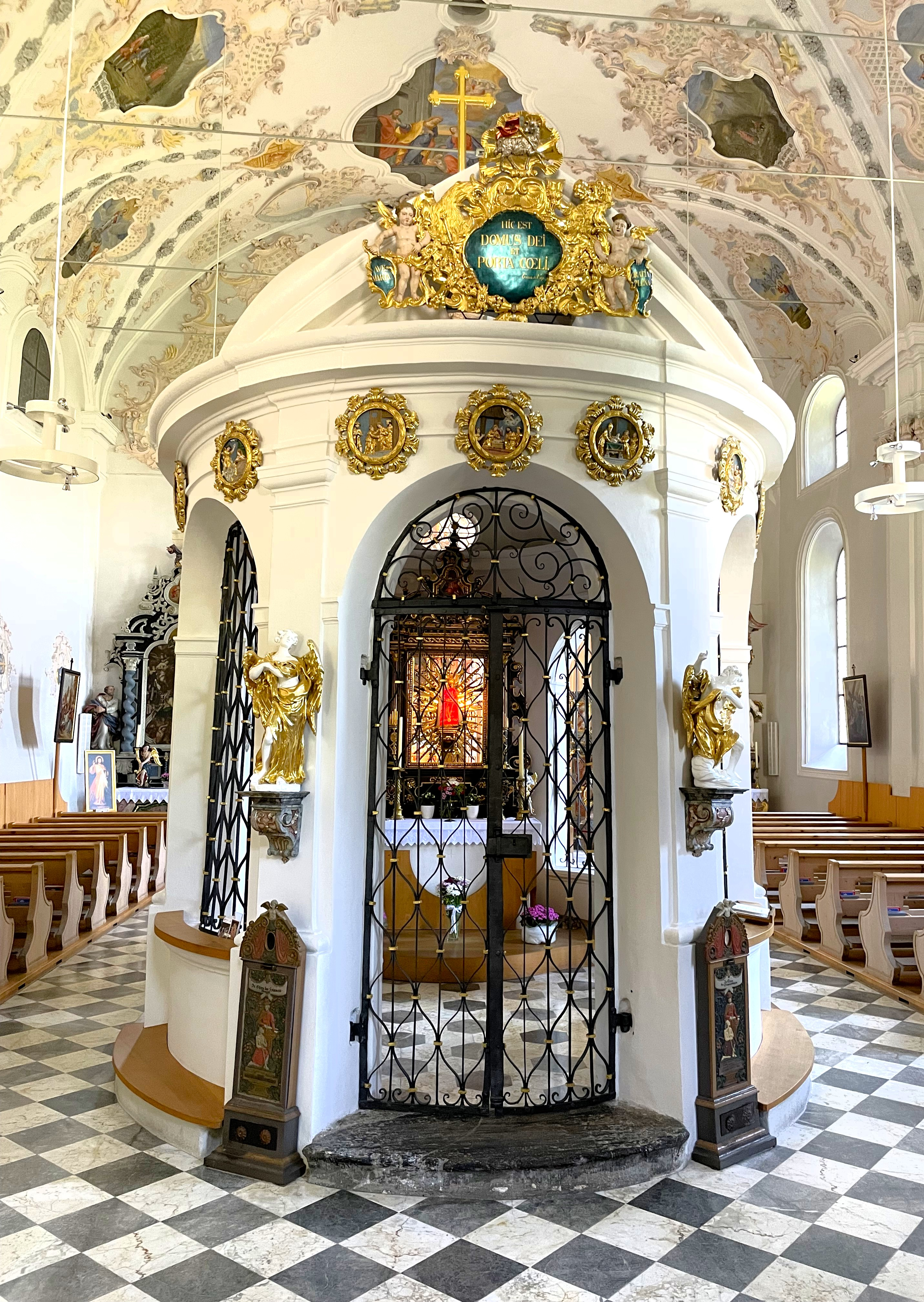

In der Längsachse des Chores steht leicht aus der Mitte gerückt im Langhaus eine Gnadenkapelle, ein Bauwerk vom Baumeister Gallus Gratl (1714). Der in der Längsachse ovale überkuppelte Bau auf Pfeilern mit Pilastervorlagen hat offene Rundbögen. Unter dem Gesimse sind barocke Medaillons mit Darstellungen der Geheimnisse des Rosenkranzes. Zwei Engel zu Seiten des Eingangs um 1760 Balthasar Horer zugeschrieben wurden 1976 gestohlen. In der Kapelle steht bekleidet als Gnadenbild eine gotische Madonna um 1400 in einem Altar von Andreas Huter (um 1870) mit den Statuen Notburga und Isidor.

## Ausstattung

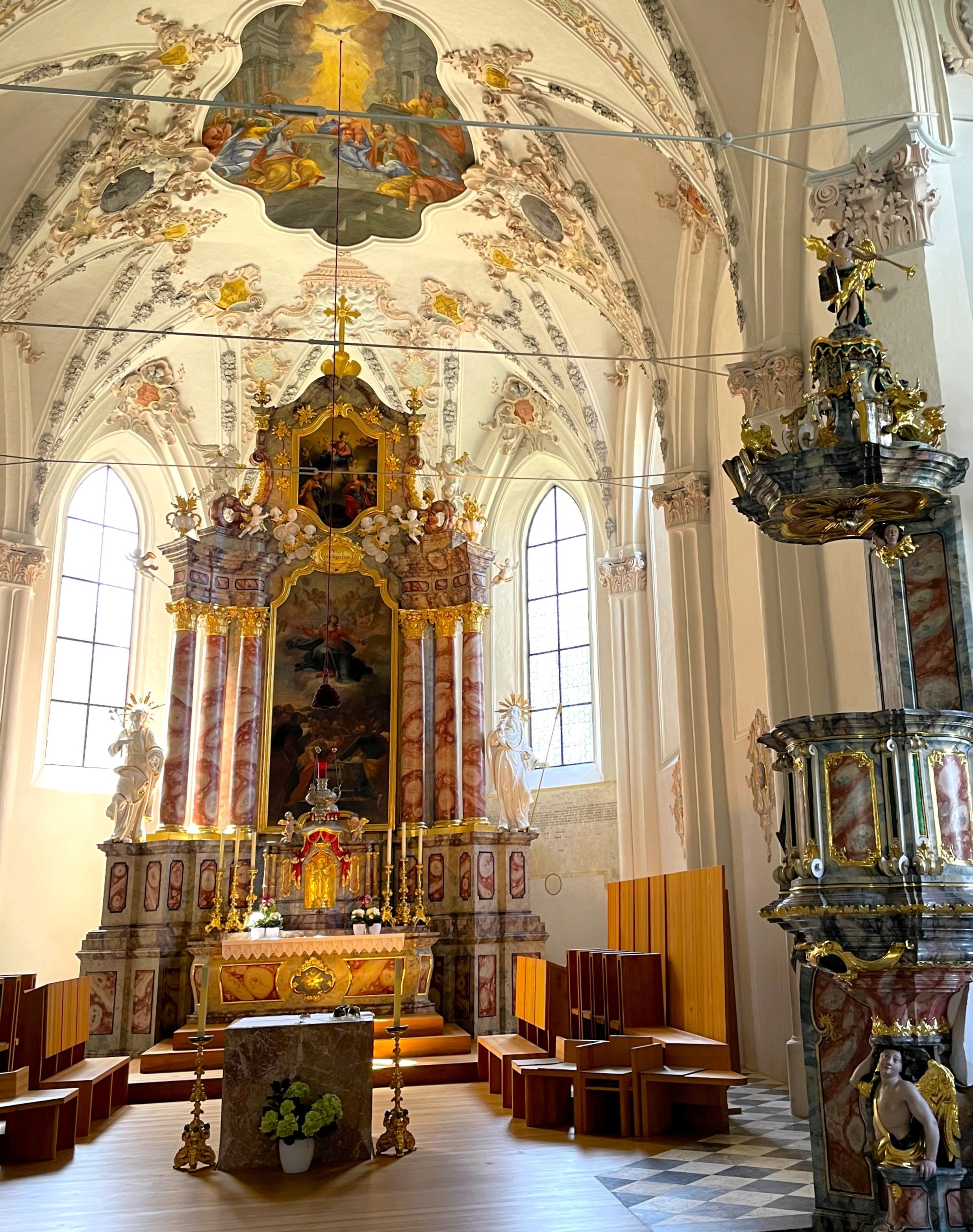

Der Hochaltar, von Andreas Huter (1887), trägt die Reliefs Mariä Himmelfahrt und Heilige Dreifaltigkeit und die seitlichen Statuen der Heiligen Josef und Joachim sowie Putten und Engel auf dem Gebälk, alle von Andreas Kölle (um 1720). Der Tabernakel und Antependium mit Reliefs sind aus dem 19. Jahrhundert.
Im Chor steht links ein Pestkreuz, urkundlich von Andreas Thamasch (1697), unter dem Pestkreuz ist der linke neugotische Seitenaltar von Andreas Huter (um 1885), der Altar trägt Reliefs Engel mit Arma Christi. Der rechte Seitenaltar im Chor aus dem dritten Viertel des 17. Jahrhunderts zeigt das Altarbild Weltgericht und das Oberbild Marienkrönung und trägt die seitlichen Figuren Petrus und Maria Magdalena Andreas Thamasch zugeschrieben. Die Seitenaltäre im Langhaus sind aus dem Ende des 19. Jahrhunderts von Andreas Huter, der linke Seitenaltar trägt ein Relief Herz Mariä und die seitlichen Figuren Antonius und Franziskus, der rechte Seitenaltar trägt das Relief Guter Hirte und die seitlichen Figuren Simon und Jakobus. Zwei Leuchterengel (um 1760) Balthasar Horer zugeschrieben wurden 1976 gestohlen.
Die barocke Kanzel trägt auf dem Schalldeckel Evangelistensymbole und Posaunenengel (um 1760/1765) Balthasar Horer zugeschrieben.
Das ehemalige Hochaltarbild Mariä Himmelfahrt von Franz Laukas hängt an der rechten Chorwand. Zwei Statuen, Christus an der Geiselsäule, Christus Salvator, sind aus dem 18. Jahrhundert. Zwei Statuen, Petrus und Paulus, aus dem Ende des 19. Jahrhunderts, schuf Andreas Huter. Vortragestangen mit den Figuren Barbara und Georg um 1715 wurden Andreas Kölle zugeschrieben. Eine Prozessionsfahne bemalt von Franz Laukas (1723) zeigen die Verehrung des Gnadenbildes durch die Heiligen Daniel und Barbara sowie Maria mit Kind und dem Skapulier.

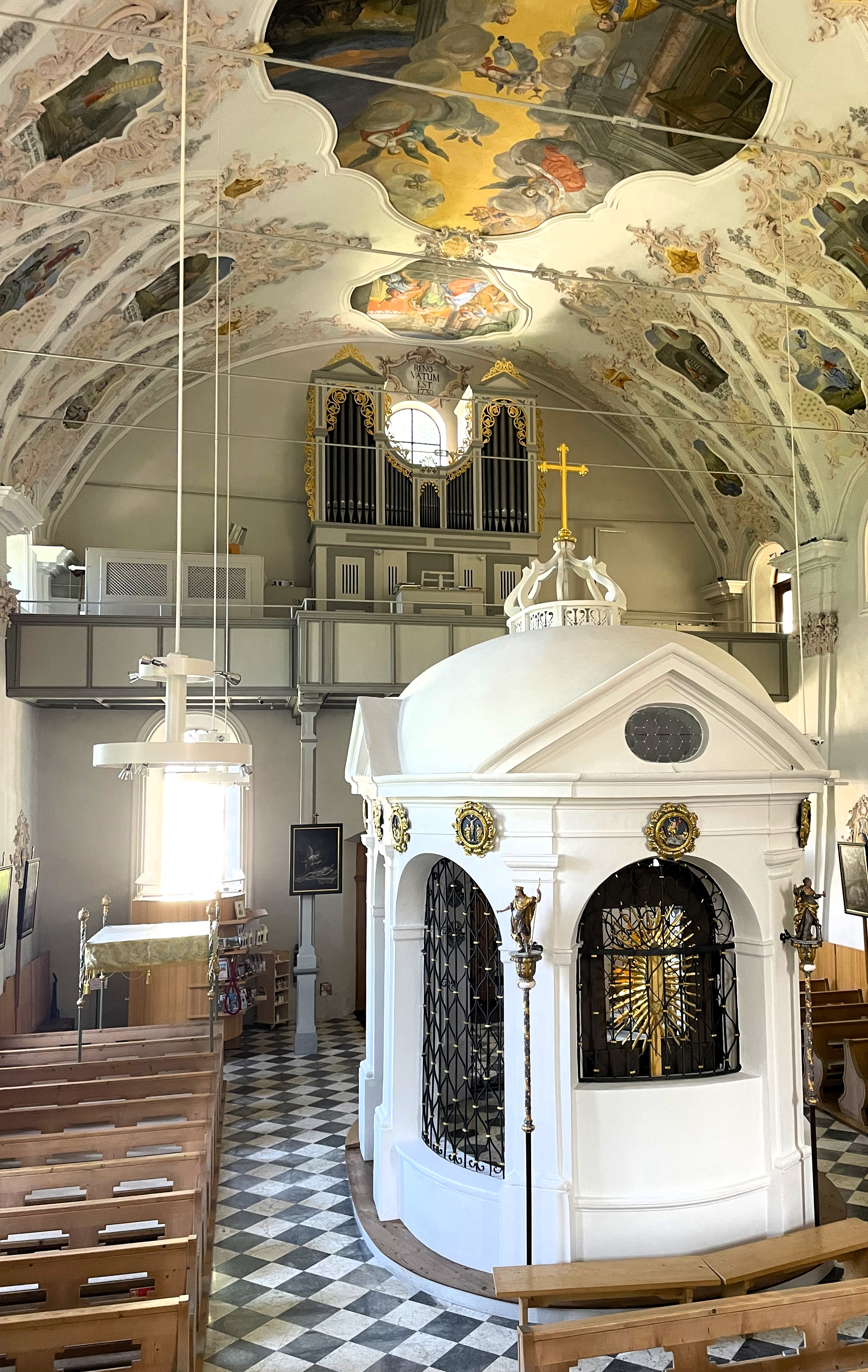

Die Orgel baute Franz Weber (1883), die Pfeifen sind teils von Ferdinand Pez und seinem Schüler Johann Cronthaler.